# Altar de Sacrificios
Altar de Sacrificios (spanisch) ist eine archäologische Stätte der Maya in Petén unmittelbar am heutigen Grenzfluss zu Mexiko Usumacinta. Die Siedlung ist eine der frühesten Gründungen im zentralen Tiefland und ist im Zusammenhang mit dem damals zunehmend florierendem Handel entlang des Flusses einzuordnen.
Funde des 19. Jahrhunderts, die bei der Wiederentdeckung der Stätte durch Teoberto Maler 1895 gemacht wurden, datieren in die mittlere Präklassik. Sylvanus Morley beschrieb die in Altar de Sacrificios gefundenen Inschriften 1938. Die vollständige archäologische Ausgrabung erfolgte im letzten Drittel des 20. Jahrhunderts. Dabei wurden zahlreiche Stelen und Denkmäler freigelegt, die die lokalen Herrscher in den Jahren 455 bis 849 errichten ließen. In der Spätklassik hatte Altar de Sacrificios seine kulturelle Blütezeit.
Einige Artefakte lassen einen zentralmexikanischen Einfluss vermuten, was neben anderen Indizien zuerst Eric Thompson zu der These einer Invasion der Putún Maya bewog, die wenigstens anteilig zum Zusammenbruch der klassischen Mayakultur im zentralen Tiefland beitrug. Die jüngere Mayaforschung steht dem eher kritisch gegenüber.